# Linia kolejowa Krzyczew – Żurbin
Linia kolejowa Krzyczew – Żurbin – linia kolejowa na Białorusi łącząca stację Krzyczew I z przystankiem kolejowym Żurbin i z granicą państwową z Rosją. Jest to fragment linii Orsza - Uniecza.
Linia położona jest w obwodzie mohylewskim. W całości jest niezelektryfikowana i jednotorowa.